# 窄裂委陵菜
窄裂委陵菜（学名：Potentilla angustiloba）是蔷薇科委陵菜属的植物，是中国的特有植物。分布于中国大陆的青海、新疆、甘肃等地，生长于海拔2,500米至3,150米的地区，一般生长在山谷、草原、河滩以及冲积平原，目前尚未由人工引种栽培。